# Othman Slimani
Othman Slimani (* 1941 in Fès, Marokko; † 2. April 2004 in Marokko) war ein marokkanischer Ökonom und Banker.
Slimani stammte aus bescheidenen Verhältnissen, erhielt jedoch aufgrund seiner Begabung Zugang zu französischsprachigen Schulen in Marokko und später ein Stipendium zum Studium in Frankreich. Nach Abschluss eines Studiums der Wirtschaftswissenschaften in Frankreich kehrte Slimani nach Marokko zurück und arbeitete als Beamter im Wirtschaftsministerium. Später diente er von 1977 bis 1979 als Wirtschaftsminister in der Regierung des Premierministers Ahmed Osman. Nach deren Ende 1979 wurde Slimani Präsident der CIH Bank (Crédit Immobilier et Hôtelier), die er bis 1993 leitete, als er aufgrund eines Finanzskandals entlassen wurde. 2002 wurde Slimani zusammen mit 32 ehemaligen Kollegen wegen Veruntreuung öffentlicher Gelder angeklagt und war vier Monate lang inhaftiert. Er kam auf Kaution frei und starb 2004 an Lungenkrebs. 2010 wurde er posthum von allen Anklagepunkten freigesprochen und erhielt eine offizielle Entschuldigung des Staates.
Slimani war mit einer HNO-Ärztin verheiratet; zu seinen drei Töchtern gehört die 1981 geborene Schriftstellerin Leïla Slimani.
Slimani war sportlich und künstlerisch interessiert. Mit dem Maler Mohamed Bennani verband in eine 30-jährige Freundschaft und er erwarb als einer der ersten ein Gemälde der Malerin Chaïbia Talal. 1976, in dem Jahr in dem Marokko die Afrikameisterschaft gewann, war er Präsident des marokkanischen Fußballverbandes.